# Rezent
Das Adjektiv rezent [reˈtsɛnt] steht für gegenwärtige oder kürzlich vergangene Zustände oder Vorgänge.

## Wortherkunft und -bedeutung
Das Wort rezent kommt vom lateinischen recens für „soeben, kürzlich, frisch“. Es war in diesem Sinne bis ins 19. Jahrhundert ein Fremdwort in der Allgemeinsprache, wie das heutige englische recent und recently, „letzthin, jüngst, neulich, kürzlich, unlängst“ (Für das deutsche „rezent“ würde im Englischen eher „extant“ stehen).
Heute ist rezent hauptsächlich fachsprachlich in Gebrauch:
- im Kontext der Entwicklung von Erde und Leben, Kultur und Ähnlichem für Prozesse und Erscheinungen, die in der heutigen Zeit auftreten oder bis in die jüngste oder jüngere Vergangenheit aufgetreten sind,
- in der Wissenschaftssprache allgemein im Sinne von „frisch“ (rezente Fährte, rezente Spuren an archäologischen Funden und Ähnlichem),
- in der Allgemeinmedizin für kürzlich zurückliegende Infektionen und Verletzungen; in der Psychoanalyse für kürzlich zurückliegende seelische Eindrücke,
- in der Pharmazie für frisch zubereitete Präparate (recenter paratum),[2]
- kulinarisch, insbesondere im Zusammenhang mit Käse, bedeutet es „pikant, würzig, scharf, herzhaft“ oder „kräftig“.

## Biologie
In der Biologie bedeutet rezent „in der heutigen Zeit lebend oder vor kurzem ausgestorben“. Als rezente Arten bezeichnet man somit all jene, die in der geologischen Gegenwart, dem Holozän (beginnend vor knapp 12.000 Jahren bis zur Jetztzeit), auftreten oder in dieser Zeit ausstarben. Diejenigen Arten, die zuvor oder während des Übergangs vom Pleistozän zum Holozän ausstarben, bezeichnet man als fossil. Die Grenze von knapp 12.000 Jahren ist dabei nur ein Richtwert, da das Aussterbeereignis während der Klimaveränderung an der Grenze vom Pleistozän zum Holozän (während der letzten Eiszeit) mehrere tausend Jahre lang dauerte und geographisch nicht überall gleich schnell ablief. Häufig wird daher für die Grenze von fossil zu rezent auch ein Alter von 10.000 Jahren ausgewiesen.
Rezente Vertreter der Rüsseltiere (Proboscidea) sind beispielsweise Afrikanischer Elefant (Loxodonta africana), Waldelefant (Loxodonta cyclotis), Asiatischer Elefant (Elephas maximus), diverse Altelefanten, etwa Zypern-Zwergelefant (Elephas cypriotes, bis etwa 9500 v. Chr.), sowie Elephas celebensis (auf Sulawesi, ausgestorben) und Java-Elefant (ausgestorben, vielleicht auf Borneo als Borneo-Zwergelefant noch lebend), aber auch Wollhaarmammut (Mammuthus primigenius, bis etwa 2000 v. Chr.), Amerikanisches Mastodon (Mammut americanum, bis etwa 7000 bis 10.000 v. Chr.) und manche Stegodonten (Flores 10.000 v. Chr.).

## Geowissenschaften
In der Geologie bedeutet rezent: „in der Gegenwart, unter gegenwärtigen Bedingungen stattfindend oder gebildet“. Den Gegensatz bildet – wie in der Biologie – der Begriff fossil, der sich auf Vorzeitliches bezieht. Für den Grenzbereich, der in die Zeit des Übergangs vom Pleistozän zum Holozän (vor rund 12.000 Jahren, d. h. gegen Ende der letzten Eiszeit) zu legen ist, haben sich die Begriffe subrezent und subfossil etabliert. Eine einheitliche Abgrenzung ist allerdings nicht vorhanden.
Mineralogie und Bodenkunde verwenden den Ausdruck analog, etwa: „rezente Tektonik“, „rezenter Bodenhorizont“ und „rezentes Riff“.

## Kulturwissenschaften
Die Kulturwissenschaften verwenden den Begriff wie die Biologie. Man spricht in der Soziolinguistik etwa von rezenter Sprache und umfasst damit lebende Sprachen und solche, die in jüngerer Geschichte noch gesprochen wurden, im Gegensatz zu den antiken, als klassische Bildungssprache überlieferten Sprachen (wie etwa Altgriechisch, Latein, Sanskrit) und den historischen, die ausgestorben sind (Gotisch, Hethitisch, Koptisch), oder in ihrer Weiterentwicklung in anderen Sprachen aufgegangen sind (Althochdeutsch).
Analog wird der Begriff in der Ethnologie für andere Kulturleistungen verwendet, etwa für Brauchtum, künstlerische Ausdrucksmittel und religiösen Ritus.